# Traginops purpurops
Traginops purpurops är en tvåvingeart som beskrevs av Steyskal 1963. Traginops purpurops ingår i släktet Traginops och familjen tickflugor. Inga underarter finns listade i Catalogue of Life.